# Prhyth◇Move
Prhyth◇Move（プリズムーブ）は、日本の女性アンサンブル音楽グループ。所属事務所はEYE PROJECT。 

## メンバー
| 名前 | パート       | 誕生日  | 受賞歴・資格など                                                                         |
| ---- | ------------ | ------- | ---------------------------------------------------------------------------------------- |
| こぐ | フルート     | 1月19日 | 資格：秘書技能検定試験2級・日本漢字能力検定2級・ファイナンシャルプランナー3級            |
| ろあ | フルート     | 2月12日 | 受賞歴：NHK杯全国放送コンテスト東京都大会 創作ラジオドラマ部門第1位・アナウンス部門第3位 |
| ねね | ヴァイオリン | 3月28日 | 資格：硬筆書写技能検定2級・日本漢字能力検定2級                                           |
| あり | クラリネット | 9月24日 | 受賞歴：全日本アンサンブルコンテスト 第1位                                               |

## 概要
既存のクラシックの概念に捉われない自由な発想の音楽を展開している。演奏しながら動きでもパフォーマンスを行うクラシックのニュースタイルを構築し、テレビ・雑誌などにも取り上げられ話題のグループ。グループ名は「Prism」・「Rhythm」・「Move」の造語であり、「◇」にはダイヤの意味が込められている。

## 作品
2014年
6月　1st.ミニアルバム「movement」を発売。
2017年
オムニバスアルバム「THE VERY BEST OF EYE PROJECT」発売。
11月シングル「LUMINUS」発売。

## 経歴
2013年
2月　初の主催ライブを神楽坂EXPLOSIONで開催。チケット完売・満員を記録。
9月　第二回主催ライブを横浜市指定文化財「大倉山記念館ホール」で開催。
10月　乃木坂46と共演。
2014年
2月　ピストルバルブ、フルーティストYumikoと
3月　初のワンマンライブを池袋RED-Zoneで開催。
5月　大倉山記念館でスリーマンライブ。
6月　黒色すみれとツーマンライブ。
12月　玉響とツーマンライブ。TV地上波初出演。
2015年
2月　fl.ろあ主催「ろあフェス」を池袋 CYBERで開催。
8月　新潟市音楽文化会館で開催された初の地方主催イベントを成功に収める。
12月　カウントダウンライブを池袋 RED-Zone で開催。
2016年
2月　fl.ろあ主催「ろあフェス2016」開催
11月　新宿 Cat's holeで2度目のワンマンライブを開催、完売で終える。
2017年
11月　蒲田 GIGSでfl.ろあ、vn.ねね による派生ユニット 『ルミナス by Prhyth◇Move』 初ワンマンライブ開催。
2018年
2月　Vanilla MoodのYuiが所属するi`s、Craydollとスリーマンライブ開催。

## テレビ
- TBSテレビ
  - 「板野パイセンっ!!〜今ドキ女子バックアップバラエティ」（2014年12月27日）
  - 「おーくぼんぼん」（2015年2月20日）
  - 「ニンゲン観察バラエティ モニタリング」（2016年5月19日/7月14日/12月8日）
- フジテレビジョン「今夜はナゾトレ」
- 占いTV
  - 「ピタットTV」・「ズバッと的中!何が起こるでshow」

## 雑誌・その他メディア
- Yahoo! ライフマガジン
- 「ハマカラ」2016年1月号・2月号
- Tokyo graffiti 6月号 #129 2015年5月23日号
- 読売新聞折込誌「ヨコハマよみうり」2015年1月5日号
- 広報よこはま
- タウンニュース
- 永昌源 web site 杏露酒 「Shinluchu Cafe」

## 演奏会・ロビーコンサート実績
東京国際空港第2ターミナル / 大さん橋国際客船ターミナル / 横浜市大倉山記念館 / ミューザ川崎 / 新潟市音楽文化会館 / 横浜市永田地区センター / 宮代町コミュニティセンター進修館 / 横浜地方裁判所 / リストランテASO / 舞浜シェラトン・グランデ・トーキョーベイホテル / 横浜ベイシェラトン / パルコール嬬恋リゾートホテル / マホロバマインズ三浦 / CLUB CITTA' / 大宮アルシェ / 小田原ダイナシティ / 丸の内 KITTE 東京シティアイ / 新川崎三井ビルディング / イオンモール木更津 / イオンゆみ〜る鎌取ショッピングセンター / イオンマリンピアショッピングセンター / イオンモール東久留米（X'mas 点灯式） / イオン秦野ショッピングセンター / イオンスタイル板橋前野町 / ユアエルム八千代台 / うしくみらいエコフェスタ / 都内・横浜各ライブハウス等 / 他